# Midsommarkransen (stacja metra)

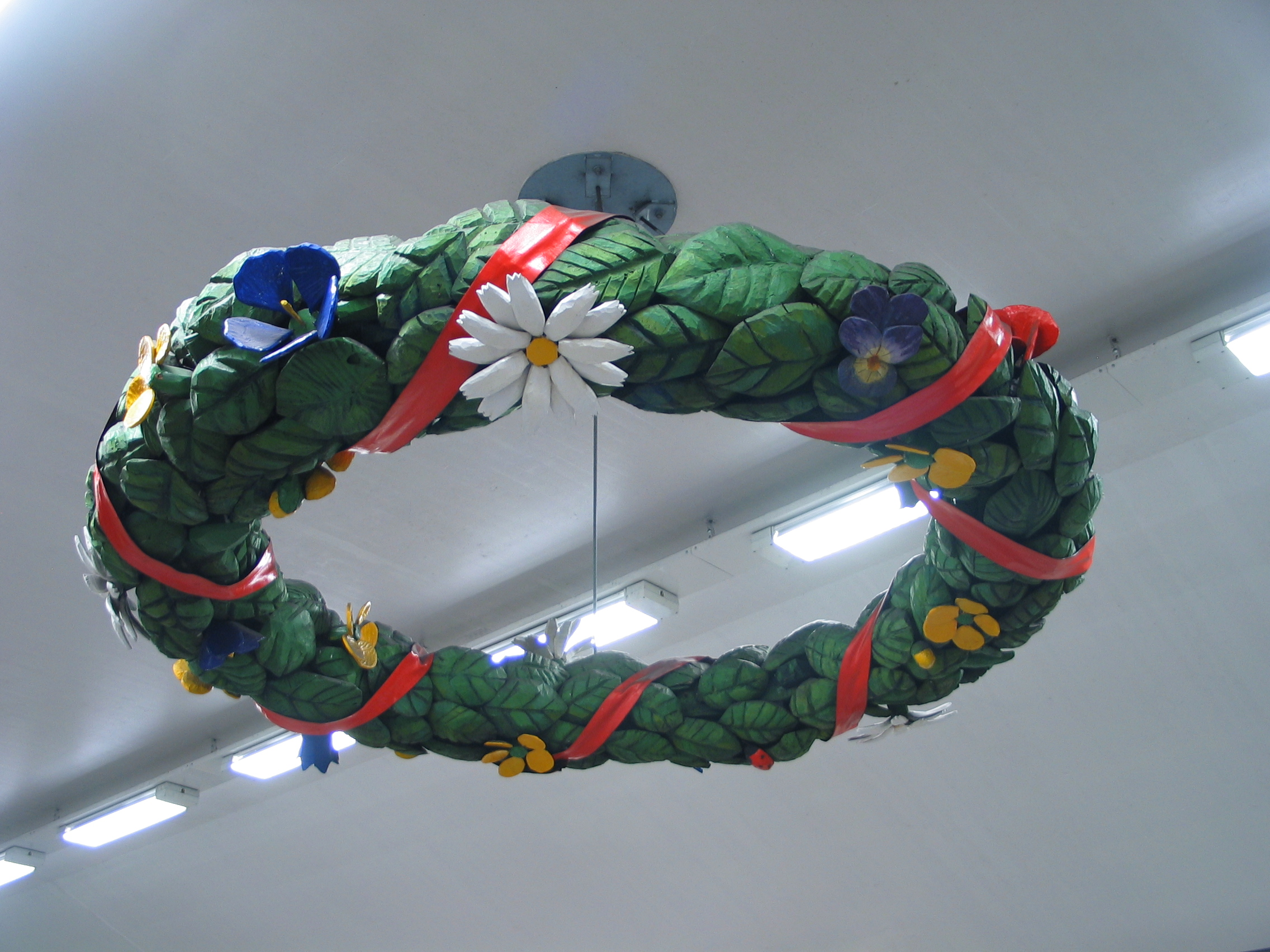
Wianek świętojański (Midsommarkransen)

Midsommarkransen – stacja sztokholmskiego metra, leży w Sztokholmie, w Söderort, w dzielnicy Hägersten-Liljeholmen, w części Midsommarkransen. Na czerwonej linii metra T14, między Telefonplanem a Liljeholmen. Dziennie korzysta z niej około 5 100 osób.
Stacja znajduje się na głębokości około 17 m, równolegle do Övre Bergsvägen. Ma jedną halę biletową, wyjścia zlokalizowane są na rogu Svandammsvägen i Övre Bergsvägen oraz przy Tegelbruksvägen. 
Otworzono ją 5 kwietnia 1964 jako 54. stację w systemie wraz z odcinkiem T-Centralen-Fruängen. Ma jeden peron. Stacja została zaprojektowana przez Stockholms Stads Gatukontor.

## Sztuka
- Drewniany wianek podwieszony pod sufitem (szw. Midsommarkransen), Anna Flemström, Stina Zetterman, Hans Nilsson, 1979
- Drewniany relief przedstawiający Kwiaty w śnie nocy letniej (szw. Blommor till midsommarkransen), Lisbeth Lindholm, 1990
- Relief dotyczący letniej nocy, Dag Wallin, 1990

## Czas przejazdu
| Linia | Stacja        | Czas przejazdu | Stacja                                                    | Czas przejazdu                   |
| T14   | Fruängen      | 6 min          | Liljeholmen Slussen Gamla stan T-Centralen Östermalmstorg | 2 min 8 min 10 min 12 min 14 min |
| T14   | Mörby centrum | 27 min         | Liljeholmen Slussen Gamla stan T-Centralen Östermalmstorg | 2 min 8 min 10 min 12 min 14 min |

## Otoczenie
W otoczeniu stacji znajdują się:
- Brännkyrka hallen
- Brännkyrka gymnasium
- Brännkyrka bollplan
- Liljanskolan